# Kevin Francis
Kevin Francis és un productor de cinema i productor de televisió britànic.
Ha treballat al cinema com a director de producció i productor i a la televisió com a productor i productor executiu. Va fundar la productora Tyburn Film Productions Limited. El seu pare era el cinematògraf i director de cinema Freddie Francis. Ha estat jurat al VIII Festival Internacional de Cinema Fantàstic i de Terror.

## Filmografia
- Dracula Has Risen from the Grave (1968) (sense acreditar)
- And Now for Something Completely Different (1971) (director de producció) ... aka Monty Python's And Now for Something Completely Different (UK: complete title)
- Persecution (1974) (producer) ... a.k.a. Sheba, The Graveyard, The Terror of Sheba
- The Ghoul (1975) (productor) ... a.k.a. The Thing in the Attic
- Legend of the Werewolf (1975) (productor)
- Sherlock Holmes i les màscares de la mort (1984) (productor executiu)
- Murder Elite (1985) (executive producer)
- Peter Cushing: A One-Way Ticket to Hollywood (1989) (productor executiu)